# 秋田工業高等専門学校
秋田工業高等専門学校（あきたこうぎょうこうとうせんもんがっこう、英称:National Institute of Technology, Akita College）は、秋田県秋田市に所在する国立高等専門学校。略称は秋田高専。

## 概要
1964年に国立高専3期校として秋田市に設立された国立工業高等専門学校。県内各地または県外から学生が集まり、全校学生数は本科約840名、専攻科約40名が在籍する。教職員数は約110名である。

## 沿革
- 1964年
  - 4月1日 改正国立学校設置法により、国立高専3期校として開校（機械工学科、電気工学科、工業化学科）[1]
  - 9月11日 校章制定
- 1967年9月5日 校歌制定（作詞：佐々木久春、作曲：岡本敏明[2]）
- 1969年4月1日 土木工学科設置
- 1992年4月1日 工業化学科を物質工学科に改組
- 1993年4月1日 土木工学科を環境都市工学科に改組
- 1994年4月1日 専攻科設置（生産システム工学専攻、環境システム工学専攻の2専攻）
- 2004年4月1日 独立行政法人化、電気工学科を電気情報工学科に改称
- 2007年5月14日 JABEE認定校となる
- 2017年4月1日 本科4学科（機械工学科、電気情報工学科、物質工学科、環境都市工学科）を創造システム工学科に改組

## 設置学科

### 学科（準学士課程）
- 2016年度入学生まで
  - 機械工学科
  - 電気情報工学科
  - 物質工学科
  - 環境都市工学科
- 2017年度入学生から
  - 創造システム工学科
    - 機械系
    - 電気・電子・情報系
    - 物質・生物系
    - 土木・建築系

### 専攻科（学士課程）
- 生産システム工学専攻
- 環境システム工学専攻
- グローバル地域創生工学科

## 出身者
- 石井大智（プロ野球選手）
- ジャイアント落合（総合格闘家、プロレスラー）
- 高橋博行（ラグビー選手）
- 村木弾（演歌歌手）
- 黒澤保樹（実業家）　※中退